# Роберт IV (граф Оверни)

Графство Овернь на карте Франции XII века

Роберт IV (фр. Robert IV comte d’Auvergne; ок. 1130 — 1194) — граф Оверни и Клермона с 1182 года. Сын Гильома VIII и Анны Неверской.
После смерти отца (считается, что он умер в 1182 году, но возможно — раньше) унаследовал графство Овернь и половину графства Клермон (другая часть принадлежала двоюродному племяннику Роберта дофину Оверни).
В 1183 году в Овернь вторглась банда бригандов, которых называли брабансонами. Роберт IV созвал дворянское ополчение и разгромил пришельцев, выдворив их из своей территории. Это единственный его военный подвиг, зафиксированный хронистами.

## Семья
Жена — Матильда (Маго) Бургундская, дама де Лимэ (ум. 20 июля 1220), дочь герцога Эда II. Дети:
- Гильом IX, граф Оверни в 1194 −1195/1197,
- Роберт д’Овернь (ум. 1234), епископ Клермона с 1198, архиепископ Лиона с 1227.
- Ги II, граф Оверни в 1195/1197 — 1222,
- Мария, жена Альбера II де Ла Тур дю Пен.

Некоторые источники называют ещё двоих детей:
- дочь, замужем за Ги V, виконтом Лиможа,
- Роберт (ум. 1234), сеньор д’Ольерг.

Роберт IV похоронен в основанном им аббатстве Буше.